# Tecnologia de muntatge superficial

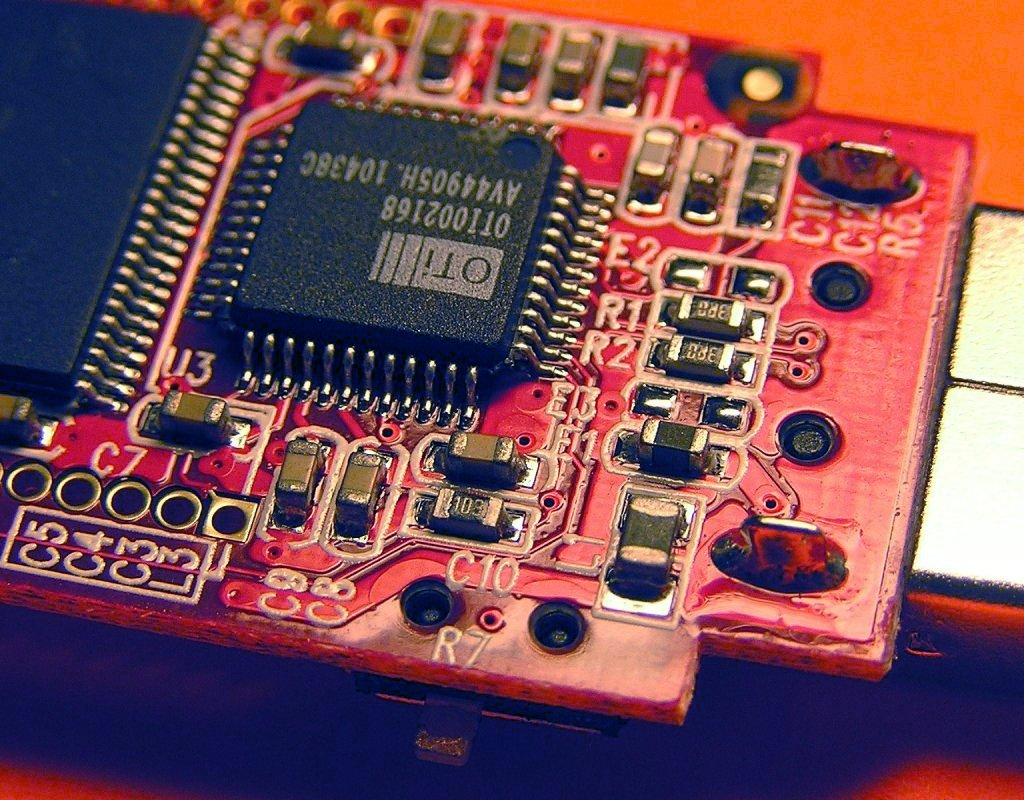
Components SMD

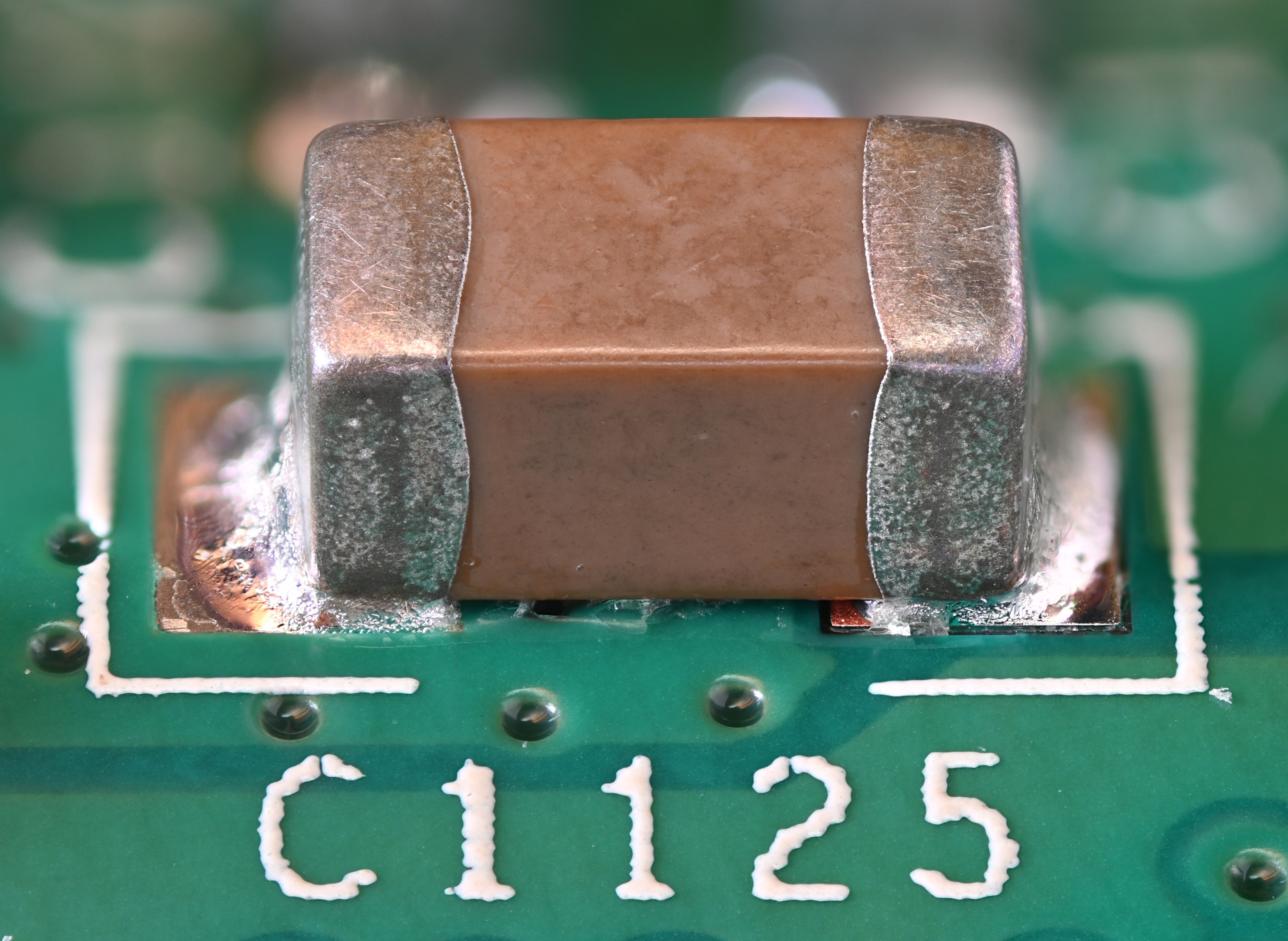
Condensador SMD

La Tecnologia de muntatge superficial és una tecnologia de fabricació de dispositius electrònics (actius i passius) inventada per l'empresa Siemens (que l'anomenà SMD - surface-mount devices) que consisteix a reduir la dimensió d'aquests dispositius i no proveir-los de potes metàl·liques llargues (terminals) per a soldar-los a la placa del circuit imprès.
Les potes esdevenen molt més primes i curtes en el cas de molts circuits integrats, mentre que per a elements passius (com resistències i condensadors) aquests terminals estan fixats directament sobre el cos de l'element.
Dissenyats per a ser soldats mecànicament (per mitjà d'un robot programat), llur soldadura a mà sol ser difícil per llurs petites dimensions.
Per a aplicacions en què l'espai, el pes, les interferències electromagnètiques (paràmetres concentrats o distribuïts) o les prestacions són importants, aquesta tecnologia suposa una millora substancial en tots aquests aspectes, atès que les pèrdues i interferències que s'originaven entre els terminals metàl·lics i la placa de circuit imprès on estan soldats desapareixen.
D'altra banda, el fet que es fabriquin en diverses mides i que els valors que s'assoleixen (especialment per a dispositius passius) són molt més variats i exactes que els dels dispositius de fabricació tradicional fa que cada cop més sigui habitual trobar aquests components en tota mena d'aparells electrònics.